# St. Pantaleon
St. Pantaleon es una localidad del distrito de Braunau, en el estado de Alta Austria, Austria, con una población estimada a principio del año 2018 de 3085 habitantes. 
Se encuentra ubicada al oeste del estado, cerca de la frontera con Alemania y el estado de Salzburgo, y del río Eno —un afluente derecho del Danubio—.